# Stawiska (powiat rypiński)
Stawiska – wieś w Polsce położona w województwie kujawsko-pomorskim, w powiecie rypińskim, w gminie Rypin.

## Podział administracyjny
W latach 1975–1998 miejscowość należała administracyjnie do województwa włocławskiego.

## Demografia
Według Narodowego Spisu Powszechnego (III 2011 r.) liczyła 235 mieszkańców. Jest piętnastą co do wielkości miejscowością gminy Rypin.